# Atelomycterus marmoratus
Atelomycterus marmoratus es una especie de peces de la familia Scyliorhinidae en el orden de los Carcharhiniformes.

## Morfología
• Los machos pueden llegar alcanzar los 70 cm de longitud total.

## Reproducción
Es ovíparo.

## Hábitat
Es un pez  de clima tropical y asociado a los  arrecifes de coral.

## Distribución geográfica
Se encuentra desde el Pakistán y la India el sur de la China y Taiwán